# Neven Subotić
Neven Subotić (Servisch: Невен Суботић) (Banja Luka, 10 december 1988) is een Servisch-Amerikaans-Duits-Bosnisch voetballer die doorgaans als centrale verdediger speelt. Subotić debuteerde in 2009 in het Servisch voetbalelftal.

## Carrière
Subotić werd geboren in het  voormalige Joegoslavië nu Bosnië en Herzegovina en heeft Servische ouders.  Hij beschikt over zowel een Servisch-Amerikaans-Duits- en Bosnisch paspoort.  Hij vertrok in 1999 naar de Verenigde Staten en speelde daar in diverse nationale jeugdteams. Toen hij voor de Verenigde Staten onder-17 een wedstrijd in Nederland speelde, zorgde zijn zaakwaarnemer voor een contract bij FSV Mainz 05. Hij debuteerde in 2007 in dienst van de Duitse club in het betaald voetbal, in de Bundesliga. Het jaar erna speelde hij vrijwel alle competitiewedstrijden die Mainz dat jaar speelde in de 2. Bundesliga.
Subotić verruilde Mainz in 2008 voor Borussia Dortmund. Daar werd hij een duo in de achterhoede samen met Mats Hummels. Hij werd in zowel het seizoen 2010/11 als dat van 2011/12 Duits landskampioen met de club en won in 2011/12 de nationale beker met zijn ploeggenoten. Hij bereikte met Dortmund ook de finale van de UEFA Champions League 2012/13, maar verloor daarin van FC Bayern München.
Subotić was in de seizoenen tussen 2013 en 2016 geen basisspeler meer bij Dortmund. Hij stond in juli 2016 op het punt om te vertrekken naar Middlesbrough, dat in het voorgaande seizoen promoveerde naar de Premier League. Bij de medische keuring kwam alleen een zodanig zware ribblessure aan het licht dat hij een operatie en zes maanden hersteltijd nodig zou hebben.
Hij verruilde AS Saint-Étienne in juli 2019 voor 1. FC Union Berlin. In het seizoen 2020/21 speelde hij tot januari 2021 voor Denizlispor. Vanaf februari 2021 speelt hij in Oostenrijk voor SC Rheindorf Altach.

## Cluboverzicht
| Seizoen | Club                | Competitie    | Wedstrijden | Doelpunten |
| ------- | ------------------- | ------------- | ----------- | ---------- |
| 2006/07 | FSV Mainz 05        | Bundesliga    | 1           | 0          |
| 2007/08 | FSV Mainz 05        | 2. Bundesliga | 33          | 4          |
| 2008/09 | Borussia Dortmund   | Bundesliga    | 33          | 6          |
| 2009/10 | Borussia Dortmund   | Bundesliga    | 34          | 3          |
| 2010/11 | Borussia Dortmund   | Bundesliga    | 31          | 1          |
| 2011/12 | Borussia Dortmund   | Bundesliga    | 25          | 0          |
| 2012/13 | Borussia Dortmund   | Bundesliga    | 25          | 3          |
| 2013/14 | Borussia Dortmund   | Bundesliga    | 10          | 0          |
| 2014/15 | Borussia Dortmund   | Bundesliga    | 28          | 2          |
| 2015/16 | Borussia Dortmund   | Bundesliga    | 6           | 0          |
| 2016/17 | Borussia Dortmund   | Bundesliga    | 2           | 1          |
| 2016/17 | → 1. FC Köln        | Bundesliga    | 12          | 0          |
| 2017/18 | Borussia Dortmund   | Bundesliga    | 4           | 0          |
| 2017/18 | AS Saint-Étienne    | Ligue 1       | 16          | 2          |
| 2018/19 | AS Saint-Étienne    | Ligue 1       | 26          | 1          |
| 2019/20 | 1. FC Union Berlin  | Bundesliga    | 23          | 1          |
| 2020/21 | Denizlispor         | Süper Lig     | 5           | 1          |
| 2020/21 | SC Rheindorf Altach | Bundesliga    | 10          | 0          |

Bijgewerkt op 22 mei 2022.

## Nationaal team
Subotić debuteerde op 28 maart 2009 in het Servisch voetbalelftal. Daarin moest hij gaan concurreren met onder anderen Matija Nastasić en Milan Biševac. Hij maakte deel uit van de Servische selectie op het WK 2010.

## Erelijst
| Kampioen Bundesliga | 2x | 2010/11, 2011/12 |
| DFB-Pokal           | 1x | 2011/12          |
| Duitse supercup     | 2x | 2013, 2014       |